# حاجی‌کند، گنجه
حاجی‌کند (به لاتین: Hacıkənd) یک منطقهٔ مسکونی در جمهوری آذربایجان است که در گنجه واقع شده‌است. این ناحیه ۱۰۷ هکتار مساحت و ۴۸۹ نفر جمعیت دارد.